# Генрі Аллейн Ніколсон
Генрі Аллейн Ніколсон (англ. Henry Alleyne Nicholson; 1844-1899) — шотландський палеонтолог, геолог, зоолог.

## Біографія
Народився 11 вересня 1844 року у містечку Пенріт у Камбрії. Син богослова Джона Ніколсона та його дружини Енні Елізабет Ворінг. Його молодша сестра — письменниця Енн Ірленд. Здобув освіту в гімназії Епплбі, а потім навчався в університетах в Геттінгені (Ph.D., 1866) та Единбурзі (D.Sc., 1867, MD, 1869).
У 1869 році читав лекції з природознавства в Единбурзькому університету. У 1871 році він був призначений професором природознавства у Торонтському університеті; у 1874 професор біології в Даремському коледжі наук, а у 1875 професор природознавства в університеті Сент-Ендрюс. У 1882 році отримав посаду Regius Professor природознавства в Абердинському університеті.
У 1870 році обраний членом Королівського товариства Единбурга. Обраний членом Лондонського королівського товариства у 1897 році.
Займався вивченням викопних безхребетних (граптоліти, строматоліти та корали); багато займався польовими роботами, особливо в регіоні Озерний край, де він працював разом з Робертом Гаркнессом, а потім з Джоном Едвард Марром. Нагороджений медаллю Лаєлла у 1888 році.
Помер в Абердині 19 січня 1899 року.